# Cashman Field
Le Cashman Field est un stade de soccer, d'une capacité de 9 334 spectateurs, situé à Las Vegas, dans le Nevada, aux États-Unis. C'est le stade des Lights de Las Vegas, club de soccer évoluant en United Soccer League. Le complexe porte le nom de James « Big Jim » Cashman et de sa famille, qui sont des entrepreneurs de Las Vegas depuis plusieurs générations. Le stade apparaît dans le jeu vidéo Grand Theft Auto: San Andreas sous le nom de Las Venturas Bandits Stadium.

## Historique

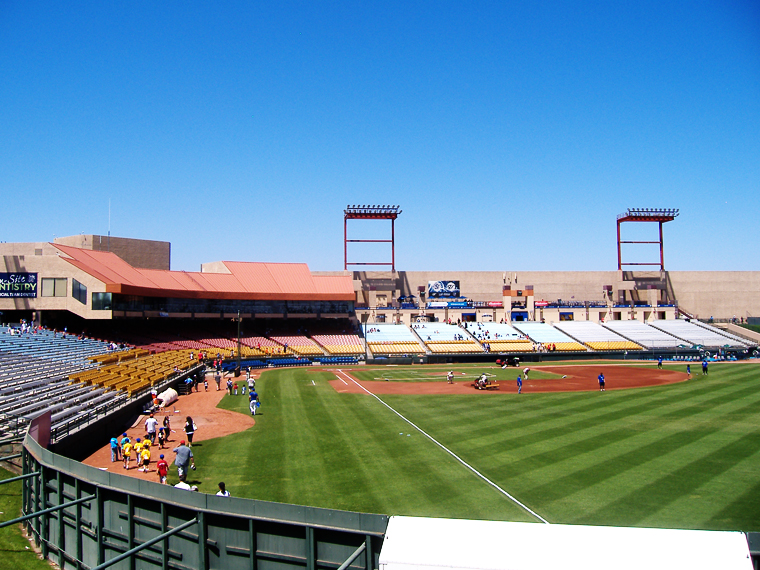
Ancienne configuration du Cashman Field en terrain de baseball.

Construit en 1983, dans une configuration de stade de baseball, le Cashman Field accueille sa première rencontre professionnelle le 1er avril 1983 avec un match de pré-saison entre les Padres de San Diego et les Mariners de Seattle devant 13 878 spectateurs.
Le 3 avril 1993, la rencontre de pré-saison entre les White Sox de Chicago et les Cubs de Chicago attire 15 025 spectateurs, la plus grande affluence pour un match de baseball (à la fin de la saison 2007).
Les Stars de Las Vegas (renommé les 51s de Las Vegas en 2001) ont joué entre 1983 et 2019 au Cashman Field et ont attiré une moyenne d'environ 4 700 spectateurs par saison pour les matchs à domicile en 25 saisons.
En 1996, les Athletics d'Oakland ont commencé leur saison au Cashman Field en raison des retards dans les travaux de rénovation de l'Oakland Coliseum. Ils y ont joué 6 rencontres entre le 1er et le 7 avril, attirant 54 986 spectateurs au total,.

## Évènements
- Match des étoiles Triple-A (11 juillet 1990) devant 10 323 spectateurs
- Séries finales Triple-A (1998-2000) entre le champion de la Ligue internationale et le champion de la Ligue de la côte du Pacifique.